# Gornjoselci
Gornjoselci so naselje v občini Kozarska Dubica, Bosna in Hercegovina. 

## Deli naselja
Brđani, Čazbine, Gornjoselci, Jankovići in Zlojutre.

## Prebivalstvo
| Pregled števila prebivalcev po letih | Pregled števila prebivalcev po letih | Pregled števila prebivalcev po letih | Pregled števila prebivalcev po letih | Pregled števila prebivalcev po letih | Pregled števila prebivalcev po letih |
| ------------------------------------ | ------------------------------------ | ------------------------------------ | ------------------------------------ | ------------------------------------ | ------------------------------------ |
| 1948                                 | 1953                                 | 1961                                 | 1971                                 | 1981                                 | 1991                                 |
| -                                    | -                                    | -                                    | 281                                  | 265                                  | 179                                  |

| Narodna sestava prebivalstva po letih                                                                                       | Narodna sestava prebivalstva po letih                                                                                        | Narodna sestava prebivalstva po letih                                                                                      |
| --- | --- | --- |
| 1971 | 1981 | 1991 |
| . skupaj: 281 Srbi 269 (95,72 %) Muslimani 10 (3,55 %) Hrvati 0 (0,00 %) Jugoslovani 0 (0,00 %) drugi in neznano 2 (0,71 %) | . skupaj: 265 Srbi 213 (80,37 %) Hrvati 0 (0,00 %) Muslimani 0 (0,00 %) Jugoslovani 51 (19,24 %) drugi in neznano 1 (0,37 %) | . skupaj: 179 Srbi 169 (94,41 %) Hrvati 1 (0,55 %) Muslimani 0 (0,00 %) Jugoslovani 2 (1,11 %) drugi in neznano 7 (3,91 %) |